# العوجاء (قفل شمر)

تعديل مصدري - تعديل

العوجاء هي إحدى قرى عزلة الدانعي بمديرية قفل شمر التابعة لمحافظة حجة، بلغ تعداد سكانها 0 نسمة حسب تعداد اليمن لعام 2004.